# Mimic (film)
Pour les articles homonymes, voir Mimic.
Série
Mimic 2 : Le Retour !
(2001)
Pour plus de détails, voir Fiche technique et Distribution.
Mimic ou Métamorphose au Québec est un film américain réalisé par Guillermo del Toro, sorti en 1997. Il s'agit de l'adaptation de la nouvelle Mimic de Donald A. Wollheim.

## Synopsis
À Manhattan, les cafards propagent la « maladie de Strickler » qui fait des centaines de morts parmi les enfants de la ville. Le Docteur Peter Mann, directeur adjoint du CDC (Centres pour le contrôle et la prévention des maladies), recrute le docteur Susan Tyler, entomologiste, qui utilise le génie génétique pour créer ce qu'elle appelle la race Judas, un gros insecte qui a la capacité de libérer une enzyme qui accélère le métabolisme des cafards, les faisant ainsi mourir de faim. La maladie parvient donc à être éradiquée, et Peter et Susan finissent par se marier.
Trois ans plus tard, un prêtre est poursuivi et traîné sous terre par un étrange assaillant. Le seul témoin est Chuy, le fils autiste d'un cireur de chaussures de métro, Manny. Chuy a la capacité de déterminer la marque et la taille d'une paire de chaussures au simple bruit de pas du propriétaire de celle-ci. Au même moment, deux enfants vendent un étrange insecte provenant du métro à Susan, sur lequel elle effectue des tests. Celle-ci découvre alors que cet insecte ressemble étrangement à sa race de Judas. Pourtant, Susan n'y croit pas. En effet, les spécimens créés il y a trois ans étaient entièrement féminins et conçus pour une durée de vie de seulement quelques mois, garantissant ainsi la mort de la race au bout d'une génération. Elle décide donc de consulter son mentor, le Docteur Gates, qui autopsie un plus grand spécimen trouvé dans les stations d'épuration de la ville. Il constate que ses organes sont complètement formés, concluant ainsi que la race Judas est non seulement vivante, mais qu'elle est devenue également une espèce viable.
À la recherche de spécimens plus précieux, les deux enfants descendent dans le métro, où ils finissent par trouver des œufs d'insectes. Cependant, ils finissent par être à leur tour tués par le même étrange assaillant. Intrigué par ce dernier, le jeune Chuy décide d'entrer à son tour dans l'église pour le trouver, mais l'enfant est capturé sans laisser la moindre trace. Peter, son assistant Josh et l'officier Leonard entrent dans les tunnels du métro pour enquêter mais Peter et Leonard se séparent de Josh, qui est finalement tué en essayant de retrouver la sortie. Sur les quais du métro, Susan rencontre ce qui semble être un homme ténébreux vêtu d'un long manteau. Mais cependant, cet homme se dévoile être petit à petit un insecte de la taille d'un être humain qui s'est adapté pour prendre forme humaine. La créature enlève Susan et la conduit dans les tunnels du métro. Manny, le père de Chuy, entre à son tour dans le métro pour partir à la recherche de son fils, et finit par rencontrer Susan qu'il parvient à sauver avec Peter et Leonard. Le petit groupe se barricade alors dans un wagon abandonné.
Susan soupçonne que le métabolisme accéléré de la race Judas leur a permis de se reproduire plus rapidement que la moyenne et qu'il a donc permis une évolution de la race sur des dizaines de milliers de générations en seulement trois ans, développant notamment la capacité d'imiter son agresseur : l'humain. Le groupe trouve alors une solution pour faire avancer le wagon : Peter se chargera de remettre en route l'alimentation tandis que Manny aura pour mission de changer le sens de la voie. Susan prévoit que les Judas se répandront dans les tunnels et envahiront la ville, à moins de pouvoir tuer l'unique mâle fertile de la colonie. Manny, alors en route pour remplir sa mission, tombe nez à nez avec son fils Chuy. Mais quelques secondes après leurs retrouvailles, Manny se fait tuer par le mâle Judas sous les yeux de son fils. Susan parvient cependant à sauver Chuy des griffes du monstre. Au même moment, la jambe blessée de Leonard se met à saigner abondamment. Conscient que l'odeur du sang va commencer à attirer les Judas, Leonard crée une diversion, permettant ainsi au reste du groupe de s'échapper. Leonard finit par mourir sous les assauts répétés des Judas. Peter trouve alors un monte-charge et met Susan et Chuy dedans. Mais cependant, Peter préfère rester en bas pour pouvoir retarder les Judas et détruire la race définitivement. Il est alors poursuivi par les monstres et trouve refuge dans une immense pièce, qui se révèle être finalement le nid des Judas. À l'aide d'un tuyau de gaz mal ajusté et d'une simple étincelle, Peter parvient alors à faire sauter le nid des Judas, avant de plonger sous l'eau pour se mettre à l'abri.
Le mâle Judas échappe cependant à l’explosion et se met alors à poursuivre Chuy. Mais celui-ci est distrait par Susan qui parvient à l'attirer dans la trajectoire d'un train en sens inverse où il finit par être tué. Susan et Chuy remontent enfin à la surface où ils retrouvent Peter, dont Susan avait supposé la mort à la suite de l'explosion.

## Fiche technique
Sauf indication contraire, les informations mentionnées dans cette section peuvent être confirmées par la base de données cinématographiques IMDb,  présente dans la section « Liens externes ».
- Titre français et original : Mimic
- Titre québécois : Métamorphose
- Titre provisoire : Judus[1]
- Réalisation : Guillermo del Toro
- Scénario : Matthew Robbins et Guillermo del Toro, avec les participations non créditées de Matt Greenberg et John Sayles[2], d'après une nouvelle Mimic de Donald A. Wollheim
- Musique : Marco Beltrami
- Photographie : Dan Laustsen
- Montage : Peter Devaney Flanagan et Patrick Lussier
- Décors : Carol Spier
- Costumes : Marie-Sylvie Deveau
- Direction artistique : Tamara Deverell
- Production : Ole Bornedal, B.J. Rack et Bob Weinstein
- Production déléguée : Michael Phillips
- Coproductions : Cary Granat, Michael Zoumas, Richard Potter, Andrew Rona, Scott Shiffman
- Coproductions déléguées : Stuart Cornfeld et Harvey Weinstein
- Sociétés de production : Dimension Films et Miramax Films
- Budget : 25 millions de dollars[réf. nécessaire]
- Pays de production :  États-Unis
- Format : Couleurs - 1,85:1 - Dolby Digital / SDDS - 35 mm
- Genre : horreur, science-fiction
- Durée : 102 minutes ; 112 minutes (director's cut)
- Langues originales : anglais, italien
- Dates de sortie[1] :
  - États-Unis : 22 août 1997
  - France : 6 septembre 1997 (festival du cinéma américain de Deauville) ; 24 septembre 1997 (sortie nationale)
  - Canada : 15 septembre 2011 (director's cut - Toronto Rue Morgue Cinemacabre)
- Film interdit aux moins de 12 ans lors de sa sortie en France

## Distribution
Légende : Version Française = VF et Version Québécoise = VQ
- Mira Sorvino (VF : Laurence Crouzet ; VQ : Hélène Mondoux) : Susan Tyler
- Jeremy Northam (VF : Guillaume Orsat ; VQ : Pierre Auger) : Dr Peter Mann
- Alexander Goodwin : Chuy Gavoila
- Giancarlo Giannini ( VF : Beppe Clerici ; VQ : Jean-Marie Moncelet) : Manny Gavoila
- Charles S. Dutton (VF : Jacques Martial ; VQ : Éric Gaudry) : l'officier Leonard Norton
- Josh Brolin (VF : Jean-Pierre Michaël ; VQ : Gilbert Lachance) : Josh Maslow
- Alix Koromzay (VQ : Viviane Pacal) : Remy Panos
- F. Murray Abraham (VF : Jean Négroni ; VQ : Ronald France) : Dr Gates
- James Costa : Ricky
- Javon Barnwell (VQ : Martin Pensa) : Davis
- Norman Reedus (VF : Franck Capillery) : Jeremy
- Ho Pak-Kwong : le pasteur
- Glenn Bang : Yang
- Margaret Ma : la chinoise
- Warna Fisher : Bag Lady
- Bill Lasovich / Doug Jones / Roger Clown : Long John

## Production

### Genèse et développement
Mimic est l'adaptation cinématographique de la nouvelle éponyme de Donald A. Wollheim, parue pour la première fois en 1942 dans la revue Astonishing Stories. Dans les années 1990, Dimension Films, filiale de Miramax Films spécialisée dans les films d'horreur, veut l'adapter comme l'un des segments d'un film à sketches intitulé Light Years, au même titre que les futurs Impostor (Gary Fleder, 2002) et Alien Love Triangle (Danny Boyle, 2008). La nouvelle est finalement adaptée en long métrage classique.
Guillermo del Toro est choisi après le succès de son premier long métrage Cronos (1993), salué par la presse et récompensé dans de nombreux festivals. De plus, il est un passionné d'entomologie.
Le scénario est écrit par Matthew Robbins et Guillermo del Toro.  Matthew Robbins et Guillermo del Toro ont initialement l'idée que les créatures sont des scarabées géants faisant leur nid à Central Park et porteurs d'une bactérie. Cependant le producteur Michael Phillips suggère que comme l'histoire se déroule à New York qu'il vaut mieux utiliser des cafards. Guillermo del Toro racontera plus tard : « J’ai senti le monde exploser en une vague d’horreur et tout de suite j’ai dit : “Écoutez les gars, nous ne devons pas faire ça sinon nous partons vers un film de cafards géants et il n’y a aucun moyen de dépasser ce concept de série Z. Nous serons peut-être capables de faire un film intelligent à partir de ça, mais le cafard, en lui même, est tellement un concept de nanar que créer un film autour de ça, nous n’y survivrons pas” ». Pour la fin du film, les deux scénaristes doivent aussi se plier aux exigences des producteurs. Guillermo del Toro raconte à propos de sa fin envisagée :

« À la base, Matthew Robbins et moi sommes venus avec une idée d’un immense essaim, où l’unique mâle baise toutes les femelles, comme chez les termites où il y a un seul roi. Pour appuyer cela, Matthew Robbins a imaginé une scène dégueulasse, où l’on voyait la course-poursuite finale juste après un accouplement, littéralement, et où le mâle courait après les héros avec la femelle toujours attachée à son pénis. Ses deux corps en parfaite coordination, courant après eux dans les tunnels du métro, je trouvais que c’était une image brillante, mais le studio trouva l’idée répugnante et repoussante et la façon de vous contrôler facilement, c’est par le budget. C’était aussi, malheureusement, une idée très chère et donc supprimée. »

— Guillermo del Toro
Matt Greenberg et John Sayles participent également à ce long processus d'écriture mais ne seront finalement pas crédités au générique. Steven Soderbergh collabore également au projet mais seulement une seule de ses idées (le prêtre traîné dans les égouts dans le prologue) sera conservée.
Guillermo del Toro développe le personnage de Manny en pensant à l'acteur argentin Federico Luppi, qu'il avait dirigé dans Cronos (1993), pour l'incarner. En raison de son fort accent en anglais, l'acteur italien Giancarlo Giannini lui est préféré.
Deux acteurs du films Josh Brolin et Alix Koromzay ont également tourné dans Le Veilleur de nuit d'Ole Bornedal, une autre production Dimension/Miramax horror sortie quelques mois plus tôt. Ole Bornedal officie comme producteur sur Mimic.

### Tournage
Le tournage se déroule à Los Angeles et Toronto. Les scènes de métro ont été tournées dans celui de Toronto.
Guillermo del Toro garde un souvenir pénible du film, les producteurs contestant la moindre de ses décisions. En plus des limites du budget de 25 millions de dollars, Bob et Harvey Weinstein sont souvent intervenus pour changer les séquences et le script. Le coscénariste Matthew Robbins, quant à lui, déclare: "« Dès le premier jour, tout ce qui sortait des sentiers battus, la moindre notion originale a été battue en brèche. La ténacité de Bob Weinstein est telle que vous n’avez pas le choix. Il est tout en volonté et n’a pas une once d’originalité. […] Bob envisageait le film comme une série B »". Un vendredi en plein tournage, del Toro est viré, mais Mira Sorvino prend sa défense et menace de quitter le film, par solidarité envers son réalisateur. À la suite d'un assemblage des séquences tournées par del Toro, les producteurs décident de le réengager le lundi suivant.
Les confrontations entre Guillermo del Toro et les Weinstein sont relatées dans le livre Sexe, mensonges et Hollywood de Peter Biskind, bien que del Toro ait refusé de témoigner et considère que la version du journaliste ne correspond pas à la réalité.
En raison de l'influence du producteur Harvey Weinstein sur la postproduction du film, Mimic est cité par The Daily Telegraph en 2017 dans une liste intitulée Harvey Scissorhands: 6 films ruined by Harvey Weinstein (« Harvey aux mains d'argent : 6 films ruinés par Harvey Weinstein » en français).

### Musique
La bande originale est composée par Marco Beltrami. On peut également entendre, Give Me Central 209, composée par Robert Ellen, Wake Up This Morning, interprétée par Doug MacLeod ou encore By The Stream d'Alec Gould.

## Versiondirector's cut
Quelques années après la sortie en salles, Guillermo del Toro a pu réaliser une version director's cut en se replongeant dans les archives de Miramax.

« J'ai toujours dit que j'avais besoin de le faire. Je pouvais ainsi m'amender. Je n'avais pas pu faire le long-métrage que j'avais imaginé, mais je savais qu'il serait possible de proposer un meilleur montage. Nous avons ainsi réintégré dix ou douze minutes de scènes supplémentaires, tout en nous débarrassant d'une grande partie du matériel tourné par la seconde équipe, que je détestais. »

— Guillermo del Toro
En réalité, Guillermo Del Toro ne rejette pas en bloc Mimic même si des blessures et de l'amertume persistent quand il songe à ce qu'aurait pu être le film s'il avait eu une entière liberté. Satisfait par les trois quarts du film, particulièrement la séquence d'ouverture et celle du meurtre des enfants dans le métro, ses regrets concernent essentiellement les dernières minutes. Il déclare à propos de la version director's cut : « Une director's cut du film est sortie en Blu-ray et DVD aux États-Unis, mais c'est simplement une version plus proche de ce que j'aurais voulu faire. Il ne contient pas la fin que j'avais écrite, et elle n'existera jamais. Je n'ai pas imaginé une quelconque explosion pour mon dénouement, mais quelque chose de simple et de déroutant... ».

## Distinctions

### Récompenses
- Saturn Awards 1998 : meilleur maquillage pour Rick Lazzarini et Gordon J. Smith
- International Monitor Awards 1998 : meilleurs génériques d'ouverture et fermeture pour Chip Houghton et Debra Kaufman, meilleur montage de génériques pour Fred Fouquet

### Nominations
- Festival international du film de Catalogne 1997 : meilleur film
- Saturn Awards 1998 : meilleure actrice pour Mira Sorvino, meilleur film d'horreur, meilleur jeune acteur pour Alexander Goodwin, meilleur scénario pour Matthew Robbins et Guillermo del Toro
- ALMA Awards 1998 : meilleur réalisateur latino pour Guillermo del Toro

## Suites
- Mimic 2 : Le Retour ! (Mimic 2), film américain réalisé par Jean de Segonzac en 2001.
- Mimic 3: Sentinel, film américain réalisé par J.T. Petty en 2003.